# 버저 비트
《버저 비트 - 벼랑 끝의 히어로》(ブザー・ビート〜崖っぷちのヒーロー〜)는 일본 후지 TV에서 2009년 7월 13일부터 2009년 9월 21일까지 매주 월요일 밤 9시부터 9시 54분 (일본표준시 기준.) 에 방영된 연속 드라마이다.

## 개요
2007년 《프로포즈 대작전》이후 약 2년 만의 게츠쿠의 주연이 된 야마시타 토모히사와 2008년 《태양과 바다의 교실》이후 2번째로 게츠쿠에 출연하는 키타가와 케이코가 처음으로 공동 출연한 작품이다. 또한, 일본 농구리그(JBL)와 일본 프로농구리그(BJ리그)가 전면적으로 협력해, 양쪽 리그에서 활약하는 선수들의 특별 출연도 예정되어 있다.
캐치프레이즈는 〈"사랑은 사람을 강하게 한다."〉

## 줄거리
실업 농구팀에 소속된 소심하지만 올곧은 남자 주인공(야마시타 토모히사)과 밝고 긍정적인 성격이지만 솔직해지지 못하는 여자 주인공(키타가와 케이코)이 우연한 기회에 만나게 되면서 두 사람을 중심으로 사랑과 우정 사이에서 고민하며 성장하는 청춘 러브스토리이다. 드라마 《도쿄 러브스토리》, 《러브 제너레이션》을 연출한 나가야마 코조, 《런치의 여왕》, 《너는 펫》, 《마이 보스 마이 히어로》 등의 각본을 쓴 오오모리 미카, 그리고 일본을 대표하는 청춘스타 야마시타 토모히사가 뭉쳐 통쾌한 러브스토리의 또 하나의 신화를 만든다.

## 등장 인물

### 주요 인물
- 카미야 나오키(24세) - 야마시타 토모히사

본작의 주인공. 슈팅 가드. 도쿄도 출신. 초등학교때 버저 비트를 정한 것을 계기로 농구선수가 될 것을 맹세하고 중고등학교를 거쳐 분쿄 대학에서 활약 후, 2년 전 지금의 JC 아쿠스에 입단, 학창 시절과 달리 좀처럼 실력을 발휘하지 못하고있다. 2008-2009 시즌에는 시즌 연봉을 30%를 삭감당했다. 3점 슛을 자랑하지만 압력에 약하고, 중요한 상황에서 실패하는 경우가 많다. 조용하고 침착한 성격으로 버스 차내에서 노인에게 자리를 양보해주는 등 마음 씀씀이가 착하다. 부모의 이혼 후, 친가쪽에서 자라서인지 경제 관념이 제대로 되어있으며, 청소와 요리가 특기. 특히 나오키가 만드는 프렌치 토스트는 가족 모두가 좋아한다. 연인의 친밀도와 결혼을 하고 싶다고 생각도, 자신이 없기 때문에 연인인 나츠키에게 마음을 전할 수가 없다. 그러나 나츠키가 다른 남자와 키스하고 있는 것을 우연히 목격하게 되어, 나츠키에게 배신 당했다고 생각하고 충격을 받아 이별을 고했다. 한편, 한밤중에 자주 연습을 하는 공원에서 이웃의 리코와 만나 친해진다. 리코의 바이올린 연주를 좋아하고 됐고, 어느날 부턴가 서로 감정을 솔직하게 표현하기 시작했던 리코에 대한 우정이 서서히 애정으로 발전하게 되면서 연인사이가 된다. 합숙 중 가와사키와의 연습 경기에 진 벌칙으로 합숙소 주변 30회 달리기를 하고 있었을 때에 오른쪽 발목 관절의 부상을 당하게 된다. 2009-2010 시즌 개막 직전 연습 도중 발목을 다쳐 수술을 받는다. 이후 재활을 거쳐 복귀를 하며, 팀 우승에 크게 공헌한다.
- 시라카와 리코(24세) - 키타가와 케이코

본작의 히로인. 야마나시 현 출신. 호시 음악대학 졸업 후 바이올리니스트를 목표로하면서 서점에서 아르바이트 일을 하고있다. 생각한 것은 분명히 말하는 스타일로 행동적인 일면이 있다. 청소 및 정리 정돈, 바느질이 서투르고 방안에서조차 편한 차림으로 어수선하게 있는 등 게으른 성격때문에 슈지에게서 샤프하지만 한심하다는 말을 듣고 있다. 좋아했던 남자가 양다리를 걸쳤던 경험이 고등학교와 대학시절에 두번, 그 충격으로 남성을 믿지 못하게 되었다. 절대 음감의 소유자. 어떠한 계기로 만난 카와사키에 호의를 가지고 처음에는 상대의 적극적인 접근에 당황했지만, 고백을 받아, 연인이 되지만, 한밤중 농구 연습을 하고 있던 나오키를 만나 처음에는 서로 이름도 모른 채 친해지고, 농구에 대한 진지한 생각으로 나오키의 팬을 선언하고 점차 나오키를 좋아하게 된다.
- 나나미 나츠키(24세) - 아이부 사키

JC MINX의 주장으로, 평소에는 일본 건설회사의 총무부에서 근무한다. 나오키의 연인으로, 후배들에게는 동경의 대상이다. 성실한 사람으로 정중 가족들에서도 좋은 인상을 받고 있다. 반면 차가운 현실적인 일면을 가지고 평소에는 진짜 자신을 표출하지 않고, 속으로는 미지근한 태도로 나오키에게 답답한 생각을 하면서도 걱정하고 있다. 자신의 본심을 꿰뚫어보고 다가온 요요기 렌과 가까운 관계로 발전하고 렌과 키스를 하고 있는 것이 나오키에게 목격되어 버려, 충격을 받은 나오키와 헤어졌다. 그러나 나오키를 잊지 못하고 있다. 또한 남들 앞에서 피우진 않지만, 흡연자이다.
- 에비나 마이(24세) - 칸지야 시호리

리코의 친구로 룸메이트. 오케스트라에 소속된 플룻 연주자이다. 코와 같은 오케스트라의 오디션을 받았지만 불합격으로 리코와 같은 서점에서 아르바이트를 하고 있다. 리코와는 대조적으로 부지런한 성격으로, 방은 깨끗이 정돈하는 타입. 꾸미는 것을 좋아해, 상당한 화장품을 소지하고 있다. 처음에 카와사키를 통해 알게 된 우츠노미야에게 호감을 갖고 있었지만, 점차 슈지를 좋아하게 되고, 사귀게 된다.
- 카와사키 토모야(32세) - 이토 히데아키

JC 아쿠스 수석 코치. 2년 전 무릎 부상으로 현역 은퇴했다. 그 후 만난 리코에게 첫눈에 반하게 되고, 연애에는 적극적으로 먼저 리코에게 다가가 고백하고 연인사이가 되었다. 하지만 나오키를 좋아하게 된 리코에게 고백 되어도 포기하지 못하는, 완고한 성격이기도 하다. 합숙 중 나오키의 곁으로 달려온 리코와 나오키가 함께 있는 것을 우연히 목격하고 이후 나오키에 대한 질투심으로 급히 연습 경기를 계획하고 자신도 플레이에 참가. 이때 "자신의 팀이 지면 합숙소 주변 30번을 달리기"라는 형벌을 만들지만, 그것이 나오키가 부상을 당하는 원인이 되어 버린다.
- 하타노 슈지(22세) - 미조바타 준페이

해결 가드 → 가드. 와카야마현 출신. 나오키를 동경 팀에 입단했다. 그러나 좀처럼 주전에 들어갈 수 없기 때문에 자신의 플레이에 자신이 없다. 밝고 상냥한 성격. 살고 있던 맨션에서 쫓겨나 우여곡절 끝에 리코와 마이가 사는 맨션의 창고에서 신세를 지게 되고, 이 후 마이에게 호감을 갖게 된 후, 마이에게 고백을 하고 연인사이가 된다. 사소한 말을 할 때 사투리가 튀어 나온다..

### JC 아쿠스 소속 선수들
- 요요기 렌(25세) - 카네코 노부아키

슈팅 가드. 08-09 시즌 종료 후 JC 아쿠스로 이적하였다. 협조성이 부족하다.
포워드 → 해결 가이드. 카나가와현 출신. 해외에서 활약 후, 2008-2009 시즌에 JC 아쿠스로 이적했다. 어딘가 젠틀하면서도 프라이드가 높고, 개인주의이기 때문에 협조성이 부족하다. 나오키에 불만을 품은 나츠키의 본심을 알게 되고, 적극적인 접근을 하면서 억지로 가까운 사이가 되지만, 또 다른 여성인 카나자와 시온에 접근을 하고있다. 사실 전에 경기로 나오키를 만나, 그 때 나오키의 팀에게 졌기 때문에, 나오키에게 강한 라이벌 의식을 갖고 있다. 나츠키에게는 다가온 것은, 나오키의 연인이라는 것의 이유도 포함되어 있다. 결국 나오키와 화해, 환상의 콤비가 된다.
- 모리구치 슈토(28세) - 아오키 무네타카

센터 겸 포워드 → 파워 포워드. 사이타마현 출신. 아내 루미와 아들 마모루가 있다 나오키와 사이가 좋다.
- 우츠노미야 토오루(29세) - 나가이 마사루

JC 아쿠스 팀의 주장. 포인트 가드. 도쿄도 출신. 팬들도 많고 잘생긴 용모이지만 연인이 없기 때문에 게이가 아니냐는 소문이 돌지만 본인은 부정한다. 농구 이외의 화제 대화는 골칫거리로 생각하고 있다. 3년 전부터 나츠키를 계속 짝사랑하고 있었기 때문에 새로운 사랑에 내디딜 수 없었다.
- 사가 히로아키(25세) - 이시다 타카키 (도요타 알바크 소속)

해결 가이드. 사이타마현 출신.
- 랠리 브라운(25세) - 데이비드 엠

센터. 미국 출신. 왼쪽 눈의 시력이 좋지 못하다.
- 엔도 유지 - 마츠자키 유타카

JC 아쿠스 소속 선수.
그외 JC 아쿠스 소속 선수들
- 니시자키 켄 - 아베 쇼헤이
- 이토 시게루 - 후지야마 마코토
- 나카무라 토모야 (도쿄 아파치 소속)
- 미야나가 유타 (도시바 브레이브 샌더스 소속)
- 니시도우 마사히코 (도요타 자동차 알 벌크 소속)

### JC 아쿠스 관계자
- 아시카가 쿠니미츠(50세) - 오기 시게미츠

JC 아쿠스 팀의 모회사인 일본 컨스트럭션 주식회사의 부장으로, JC 아쿠스 감독.
- 카스카베 요시오(26세) - 카네다 사토시

JC 아쿠스의 팀 매니저.
- 마츠야마 료스케(30세) - 카와시마 아키요시

JC 아쿠스의 트레이너.
- 사에키 카오리(25세) - 아야나

JC 아쿠스의 전속 카메라맨.
- 미시마 유스케(30세) - 마에카와 야스유키

JC 아쿠스 전 선수로, 2008-2009 시즌 종료 후 은퇴. 유학을 보스턴으로 떠난 가와사키의 부재를 맡으며, 코치로 취임. 현역 시절에는 하루동안 천개의 슛을 빠뜨리지 않고 넣는 에이스 선수였다.

### JC 아쿠스 전속 치어리더 팀
- 카나자와 시온(20세) - 코마츠 아아캬

신인 치어리더로 나츠키의 후배이다. 평소에는 일본건설 총무부 근무하고 있다.
- 후쿠이 세이코(23세) - 쿠로키 하루카 ([sherry] 소속)

치어리더.
그외 치어리더
- 스즈키 하루카 ([sherry])
- 카타오카 하루카 ([sherry])
- 사이토 유코 ([당시 소속 sherry])
- 야마모토 사유리 ([당시 소속 sherry])
- KANAKO
- MIMI
- NAO
- NAOMI
- 쿠로세 노리코
- 하나다 코즈에
- 나미키 나오

### 카미야 가족
- 카미야 마키코(45세) - 마야 미키 ※특별출연

나오키의 어머니로 인테리어 가구점의 점장이다. 남편과 이혼 후 홀로 3명의 아이를 키웠다.
- 카미야 유리(17세) - 오오마사 아야

나오키의 여동생. 고등학생.
- 코마키 유키노(25세) - 치순

나오키의 누나. 결혼하고 집을 나와 있었지만, 남편 유스케의 외도를 의심하면서 친정으로 돌아온다.
- 코마키 유스케(26세) - 카와바타 류타

유키노의 남편 (유키노와 재혼했다). 전처가 기르고 있는 고양이를 맡은 것이 원인으로, 외도를 의심받고 유키노와 다툰다. 리코와 마이가 아르바이트를 하는 서점의 점장이다.

### 그 외 인물
- 오세 요이치(25세) - 카토 케이스케

나오키의 대학시절 친구로, 현재는 JC 아쿠스의 선수들이 모이는 스포츠 바의 주인. 나츠키의 진짜 모습을 알고 있는 유일한 인물이다.
- 쿠사나기 치히로(17세) - 오오히라 나츠미

유리의 친구. 고등학교 3학년.
- 아키타 사오리(17세) - 스기모토 유미

유리의 친구. 고등학교 3학년. 우츠노미야의 팬.
- 이가라시 케이 (도요타 알바크 소속)

타이틀 백에서는 도요타 알바크 선수들과 JC 아쿠스의 대전 상대 선수로 출연. 제2화부터는 농구 협력으로 출연하고 있다.

### 특별 출연
제1화
- 나카니시 아키라 - 스즈키 카즈마 ※5화에도 출연.

바이올리니스트이자 음악 프로듀서. 리코가 동경하는 은사이며, 동경의 대상이기도 하다.
- 할머니 - 오노 아츠코

버스 차안에서 나오키가 자리를 양보했다.
- 이사 업체, 키타오(40세) - 오치 토시미츠

리코와 마이의 새 집에 가는 길에 길을 잘못 착각해 지나가던 나오키에게 길을 묻는다.
- 와타나베 타쿠마 (도요타 알바크 소속)

JC 아쿠스의 선수로 출연.
- 링크 토치기 브렉스 선수들

2008-2009 시즌 최종전에서, JC 아쿠스의 대전 상대팀으로 출연.
- 아오키 코헤이, 나카마 준페이, 조호 마사시 (도쿄 알파체 소속)

2008-2009 시즌 플레이오프 2차전에서, JC 아쿠스의 대전 상대 선수로 출연.
- JC ARCS 서포터 - 미카지리 미츠타카 ※제1화, 최종화 출연
- 리포터 - 미야세 마유코 (당시 후지 TV 아나운서) ※제1화, 제4화 출연
- 실황 중계 - 스즈키 요시히코 (후지 TV 아나운서) ※제1화, 최종화 출연

제2화
- 타카오카 토모유키(22세) - 미나미 케이스케

분쿄 대학 농구부원. 나오키의 후배.
- 케이코(23세) - 스미요시 레이나

리코와 마이의 음대 재학 시절 친구.
- 케이코의 남편(40세) - 니시우미 켄지로

연상의 의사.
- 카미야 나오키 - 미즈카미 히로미

나오키의 어린 시절.
- 교사 - 미나미 아리사 (제2화, 제7화)

주니어 농구 클리닉에 참여한 초등학생들의 담임.
- 마사오 - 마츠노 타이가 (제2화, 제7화)
- 히나코 - 시게모토 에루 (제2화, 제7화)

주니어 농구 클리닉에 참가한 초등 학생.
- 바이올리니스트 - 마키야마 준코
- 피아니스트 - 이나사야마 코타
- 베이시스트 - 키시 테츠유키

리코와 마이, 카와사키와 우츠노미야가 들른 라이브 하우스에서 연주했던 뮤지션.
제3화
- 모리구치 마모루 - 타케다 마사토 ※제5화, 최종화 출연.

슈토의 아들.
- 남성 - 에토 준, 코노 마사키

공원에 대형 쓰레기를 불법투기하지만, 나오키의 신고로 체포된다.
제4화
- 카시와자키 마사토(32세) - 히라야마 히로유키

카와사키의 대학 시절 친구.
- JC 아쿠스팀의 스포츠 닥터 - 오노 유타카
- 소년 - 나카무라 케이스케

쇼핑몰에서 뛰고 있던 것을 나오키에 주의된다. 이후 나오키로부터 받은 해바라기 꽃을 리코에 전달한다.
제5화
- 모리 루미 - 하야시 노조미 (제5화, 최종화)

슈토의 아내. 둘째 아이를 임신했으며, 여자 아이를 출산한다.
- 비너스 현악기의 회원 - 시미즈 미와 , 스가야 하츠노, 소메야 나츠코 , 요나모토 사야

나카니시의 프로듀스로 CD 데뷔한 현악기 그룹의 일원이다. 나카니시와 함께 음악잡지의 특집 기사 사진으로만 등장.
제6화
- 야오 류스케- 마스 타케시 (제6화, 제7화, 제9화, 제10화, 최종화)

리코가 아르바이트했던 회원제 바의 단골 손님으로, 사실은 도토 음악 재단의 이사장이다. 리코의 의지를 끌어내기 위해 일부러 그녀의 연주를 혹평했다. 리코의 가능성을 발견, 바이올린 연주회에 기용. 또한 재단이 주최하는 도토 청소년 오케스트라에 초대한다.
- 카와사키 마사야 - 타무라 료

카와사키 토모야의 아버지.
- 카와사키 마사 - 아사카 마유미

카와사키 토모야 어머니.
- 회원제 바의 호스티스 - 고토 하루카, 사오리 (제6화, 제7화)
- 스포츠 바 웨이트리스 - 미야나가 유이

제7화
- 미카미 - 야가미 렌
- 요사노 - 타키구치 유키히로
- 남성 - 데구치 테츠야 , 시마다 마코토 (제7화, 최종화)

나오키의 분쿄 대학 농구부 시절의 동료.
- 의사 - 다케베 카즈미 (제7화, 제10화)

나오키의 오른쪽 발목을 진찰하고 수술을 권한다.
제9화
- 시라카와 하루미 - 테즈카 사토미 (제9화, 제10화)

리코의 어머니.
- 시라카와 미츠오 - 노무라 신지 (제9화, 제10화)

리코의 아버지. 공무원 정년퇴임을 앞두고 있다.
- 스카 쥰 - 오카모토 코타로 (제9화, 제10화, 최종화)

야오의 부하.
- PBA 개막 기자회견의 사회 - 야마나카 아야코 (후지 TV 아나운서)
- 지휘자 - 쿠리타 히로부미

연주회의 지휘자.
제10화
- 연주 트레이너 - 미타니 에츠요

연주회를 앞둔 리코의 바이올린 연주를 철저하게 지도한다.
최종화
- 후쿠야마 - 나카지마 카나데

도토 청소년 오케스트라 수석 첼리스트.
- 볼프강 - Bill.D

리코의 데뷔 콘서트 지휘자. 나오키의 응원을 향한 리코를 배웅한다.

## 제작진
- 각본 : 오오모리 미카
- 프로듀서 : 나카노 토시유키
- 연출 : 나가야마 코조, 니시우라 마사키
- 음악 : BBOST feat. 히나타 토시후미, 사하시 요시유키 , 노부치카 데루유키 , 마키야마 준코 (포니캐년)
- 선곡 : 시다 히로히데
- 협력 : 일본 농구리그(JBL), 일본 프로농구리그(BJ리그)
- 농구 지도 : 한다 케이시
- 치어리더 댄스지도 : 이이 마미코
- 바이올린 지도 : 우치야마 후미
- 플룻 지도 : 노구치 마리코
- 협력 : JBL, bj 리그
- 제작 : 후지 TV 드라마 제작국

## 주제가
- 주제가 : 비즈 - 〈일부와 전부〉(버밀리언 레코드)
- 삽입곡 : 비즈 - 〈일부와 전부: Ballad Version〉

### 스핀 오프 'SHOWER BEAT"
후지 TV On Demand에서 2009년 7월 13일부터 9월 21일까지 제공된 인터넷 전달 드라마로, JC 아쿠스팀의 연습 체육관 내에 있는 탈의실에서 매회 테마에 따라 남자의 본심을 이야기를 담고 있다.
제작진
- 프로듀스 : 나카노 토시유키, 니시 쿠미코
- 연출 : 나미키 미치코
- 제작 : 후지 TV 드라마 제작 센터

### DVD
- 《버저 비트~벼랑의 히어로 ~ DVD-BOX》 (2010년 1월 6일 발매)

## 방송일 및 부제목, 시청률
| 각 화                                     | 방송일          | 부제목                                                          | 연출            | 시청률 |
| ----------------------------------------- | --------------- | --------------------------------------------------------------- | --------------- | ------ |
| 제1화                                     | 2009년 7월 13일 | 사랑은 사람을 강하게 한다!! 벼랑 끝의 히어로 시동!! 첫화 특별편 | 나가야마 코조   | 15.5%  |
| 제2화                                     | 2009년 7월 20일 | 여름의 사랑이 시작된다!!                                        | 나가야마 코조   | 13.5%  |
| 제3화                                     | 2009년 7월 27일 | 두 사람의 비밀                                                  | 니시우라 마사키 | 14.0%  |
| 제4화                                     | 2009년 8월 3일  | 충격의 밤                                                       | 니시우라 마사키 | 14.1%  |
| 제5화                                     | 2009년 8월 10일 | 너의 눈물                                                       | 나가야마 코조   | 13.5%  |
| 제6화                                     | 2009년 8월 17일 | 약속                                                            | 나가야마 코조   | 13.8%  |
| 제7화                                     | 2009년 8월 24일 | 15분 확대 SP!! 떨어지지 않아                                    | 니시우라 마사키 | 13.5%  |
| 제8화                                     | 2009년 8월 31일 | 가지 마                                                         | 니시우라 마사키 | 17.5%  |
| 제9화                                     | 2009년 9월 7일  | 끊어진 인연                                                     | 나가야마 코조   | 15.8%  |
| 제10화                                    | 2009년 9월 14일 | 최종장 - 이별                                                   | 니시우라 마사키 | 13.7%  |
| 최종화                                    | 2009년 9월 21일 | 마지막화 75분 연장 SP 완결편!! ... 여행                         | 나가야마 코조   | 13.8%  |
| 평균 시청률: 14.4%                        |                 |                                                                 |                 |        |
| (시청률은 간토 지방·비디오 리서치사 조사) |                 |                                                                 |                 |        |

## 수상 정보
- 제62회 더 텔레비전 드라마 아카데미상 최우수 작품상
- 제13회 닛칸 스포츠·드라마 그랑프리 2009년도 여름 드라마 작품상, 주연 남배우상(야마시타 토모히사), 주연 여배우상(키타가와 케이코)

## 기타
- 일본 내에서 편의점 로손과 제휴를 맺어「버저 비트 농구 빵」(ブザー・ビートバスケパン) 이 한정 수량으로 발매되었다. 휘핑 크림이나 카스타드를 선택할 수 있으며, 극중에서도 이 빵이 등장했다.
- 제7화는 월9(게츠쿠) 범위에서는 "CHANGE" 이래로, 첫회와 최종회 이외 시간에 확대 방송을 했다.
- 주연의 야마시타 토모히사가 촬영중인 2009년 9월 1일 인플루엔자 A형 감염으로 드라마 촬영에 영향을 줄 가능성이 있었지만, 다행히도 완쾌하여 4일 후 촬영에 복귀를 하였고, 제9화 이후에도 예정대로 방송되었다.